# 滩坪镇
滩坪镇，原为滩坪乡，是中华人民共和国甘肃省陇南市礼县下辖的一个乡镇级行政单位。2018年3月撤乡设镇。区划代码改为621226120。

## 行政区划
滩坪镇下辖以下地区：
河沟村、金坪村、社科村、彦潭村、滩坪村、张坝村、杨坝村、刘河村、刘山村、白草村、玄王村、古羊村、拉吴村、川坪村、韩坝村、陈山村、尹坝村和白池村。